# Tovarochloa peruviana
Tovarochloa, es un género monotípico de plantas herbáceas perteneciente a la familia de las poáceas. Su única especie: Tovarochloa peruviana T.D.Macfarl. & But, es originaria de Perú.

## Descripción
Planta alpina anual con cañas de 0,3-1 cm de alto; herbácea. Nodos de los culmos ocultos por vainas de las hojas (los entrenudos condensados). Las hojas no auriculadas. Vainas verdes o hialinas, con márgenes amplios membranosos. Las láminas de las hojas lineares a ovadas; estrechas (pero relativamente amplias, y cortas); plana o plegada; sin venación. La lígula presente (hojas inferiores), o ausentes (hojas superiores); es una membrana ciliada; no truncada de 0,3 mm de largo. Plantas bisexuales, con espiguillas bisexuales; con flores hermafroditas.

## Taxonomía
Tovarochloa peruviana fue descrita por T.D.Macfarl. and But y publicado en Brittonia 34(4): 478–481, f. 1. 1982.
Etimología
Tovarochloa nombre genérico que deriva de la palabra griega chloa (hierba), y el nombre de Oscar Tovar, agrostólogo peruano. 
peruviana: epíteto geográfico que alude a su localización en Perú.